# The Sheik of Araby
The Sheik of Araby (englisch Der Scheich von Arabien) ist ein Lied von der männlichen Gesangsgruppe Regal Male Trio, das 1922 als Single B-Seite veröffentlicht wurde. Komponiert wurde es von Ted Snyder / Harry B. Smith / Francis Wheeler. Im Jahr 1921 erschien eine Instrumentalversion vom Joseph Knecht’s Waldorf-Astoria Orchestra unter dem Titel The Sheik.
1995 wurde The Sheik of Araby von der britischen Band The Beatles auf ihrem Kompilationsalbum Anthology 1 veröffentlicht.

## Hintergrund
The Sheik of Araby wurde seit den frühen 1920er Jahren von verschiedenen Jazz-Künstlern live gespielt oder aufgenommen und entwickelte sich über die Jahre zu einem Jazzstandard. Das Lied wurde in den nächsten Jahrzehnten durch Neuinterpretationen von Künstlern wie Lou Monte oder Fats Domino musikalisch verändert.
The Sheik of Araby gehörte seit 1961 zum Liverepertoire der Beatles. Die Studioaufnahme erfolgte am 1. Januar 1962 in den Decca Studios, das Arrangement basiert auf einer Rock-’n’-Roll-Version, die 1961 von Joe Brown und The Bruvvers im Fernsehen gespielt wurde. George Harrison war ein Fan von Brown und adoptierte es musikalisch für die Beatles.
George Harrison sagte über das Lied: „Joe Brown hatte eine Rock `n Roll-Version von The Sheik of Araby aufgenommen, in Six-Five Special und Oh Boy! den Fernsehshows am Samstag, war er total beliebt. Da ich für die Joe Brown-Platten zuständig war, sang ich also The Sheik of Araby.“

## Aufnahme der Beatles
Der Manager der Beatles, Brian Epstein, konnte Mike Smith, einen Assistenten in der Abteilung A&R bei Decca Records, überzeugen, am 13. Dezember 1961 ein Konzert der Beatles im Cavern Club zu besuchen. Smith war von dem Auftritt so beeindruckt, dass er für den 1. Januar 1962 um 11 Uhr Probeaufnahmen ansetzte. Die Produktionsleitung der Decca Audition hatte Mike Smith in den Decca Studios, Broadhurst Gardens, London, inne, es gab pro Lied nur einen Take, aufgenommen wurde in Mono. Overdubs wurden nicht produziert und eine Abmischung fand nicht statt. Die Beatles spielten also quasi live – innerhalb einer Stunde nahmen sie 15 Lieder auf. Anfang Februar 1962 wurden die Beatles von Decca überraschenderweise abgelehnt.
Neben The Sheik of Araby wurden noch die Fremdkompositionen Searchin’ und Three Cool Cats sowie die Lennon/McCartney-Kompositionen Hello Little Girl und Like Dreamers Do auf dem Album Anthology 1 am 20. November 1995 veröffentlicht.
Besetzung:
- John Lennon: Rhythmusgitarre, Hintergrundgesang
- Paul McCartney: Bass, Hintergrundgesang
- George Harrison: Leadgitarre, Gesang
- Pete Best: Schlagzeug

## Weitere Coverversionen
- 1960: Fats Domino, Single My Girl Josephine / The Sheik of Araby[6]
- 1960: Louis Armstrong and The Dukes Of Dixieland, Album Louie And The Dukes Of Dixieland[7]
- 1973: Old Merry Tale Jazzband, Album Live in der „Fabrik“[8], Sänger Wilken „Willem“ F. Müller
- 1992: The Chris Barber Jazz And Blues Band, Album In His Element[9]